# Placidium tuckermanii
Placidium tuckermanii är en lavart som först beskrevs av Rav. ex Mont., och fick sitt nu gällande namn av Breuss. Placidium tuckermanii ingår i släktet Placidium och familjen Verrucariaceae.   Inga underarter finns listade i Catalogue of Life.